# بيرن أوت (لعبة فيديو)
بيرن أوت (بالإنجليزية: Burnout) هي لعبة فيديو سباقات صدرت عام 2001، طورتها شركة كريتريون جيمز ونشرتها شركة أكليم إنترتينمنت لأجهزة بلاي ستيشن 2 ، غيم كيوب وإكس بوكس .
هي أول لعبة من سلسلة من ألعاب السباقات عالية السرعة التي تحمل نفس الاسم والتي تتميز بالحوادث الفائقة وآليات اللعب عالية المخاطر.

## طريقة اللعب
وضع اللعب الرئيسي في Burnout هو وضع البطولة ، وهو عبارة عن مجموعة مختارة من الأحداث مع ثلاثة أو أربعة سباقات في كل منها. هنا يتنافس اللاعب ضد ثلاث سيارات أخرى في دورات مختلفة مصممة على الطراز الأوروبي والأمريكي. يصبح كل حدث أكثر صعوبة ويتطلب من اللاعب استخدام سيارات أسرع للوصول إلى المركز الأول. بعد الانتهاء من كل حدث، يتم فتح تحدي Face Off والذي بدوره يفتح سيارة جديدة في حالة الفوز. تتضمن الأوضاع الأخرى السباق الفردي والهجوم الزمني ولعبة لاعبين. السباق الفردي هو الوضع الذي يتنافس فيه اللاعب ضد ثلاثة معارضين. في الهجوم الزمني، يجب على اللاعب إنهاء اللفة في فترة زمنية معينة.
كل موقع متصل في "Sprints"، لذلك من الناحية النظرية يمكن للمرء أن يقود سيارته من باريس وينتهي به الأمر في Harbour Town (كوستا ديل سول) في غضون ثوانٍ. عند الانتهاء من جميع الأحداث "الأوروبية" و"الأمريكية"، يتم فتح وضعي "التحمل"، مما يسمح للاعب بالقيادة عبر هذين الموقعين في سباق واحد، بالإضافة إلى المواقع الأمريكية الثلاثة. يمكن أن يستغرق إكمالها ما بين 15 إلى 20 دقيقة. يحتوي كل موقع على مجموعة متميزة من حركة المرور التي تميز قارة واحدة عن الأخرى؛ على سبيل المثال، سيارات الأجرة الأمريكية مقابل سيارات الأجرة الأوروبية وما إلى ذلك.
تميزت بمجموعة صغيرة من السيارات، بما في ذلك السيارة الصغيرة Supermini والصالون والبيك اب والعضلات .
تتميز المسارات بحركة المرور على الطرق، وحركة المرور القادمة، والتقاطعات، والعقبات التي قد تجعل القيادة بسرعات عالية أمرًا صعبًا. للسفر بشكل أسرع، يحتاج اللاعب إلى تجميع Boost. يمكن تعزيز عداد Boost عن طريق القيادة على الجانب الخطأ من الطريق، أو الانجراف حول الزوايا بسرعات عالية، أو تجنب حركة المرور بصعوبة، أو إكمال دورة دون الاصطدام، أو الانحراف لتجنب الاصطدام. سيؤدي الاصطدام بحركة المرور أو المناظر الطبيعية إلى تحطم السيارة. يتم بعد ذلك عرض الحادث من عدة زوايا مختلفة، ثم تظهر سيارة بديلة دون ضرر، ولكن مع فقدان بعض التعزيز المتراكم. لا يمكن فتح التعزيز المتراكم إلا عن طريق ملء مقياس التعزيز. ويمكن بعد ذلك استخدام هذا لإنتاج الإرهاق (زيادة تسارع السيارة) حتى يصبح عداد التعزيز فارغًا. أثناء تنشيط التعزيز، يمكن للاعب الاستمرار في القيادة بشكل خطير مما يكافئ اللاعب بمزيد من التعزيز في شريطه عندما ينضب شريط التعزيز الأصلي بالكامل، مما يسمح للسائق بربط الإرهاق معًا إذا كان ماهرًا بدرجة كافية. حاول Burnout Dominator إعادة ميزة Burnout، والتي تم تغييرها في الإصدارات بين اللعبتين.

## تطوير
كانت اللعبة قيد التطوير لمدة عامين تقريبًا قبل إصدارها في نوفمبر 2001  أثر فيلم رونين على مفهوم اللعبة . قال Alex Ward، مبتكر لعبة Burnout ، إن مصدر إلهام لعبة السباق هو الفصل الخامس عشر من نسخة DVD، والذي يحمل عنوان "Crashing the Case"، ويظهر اصطدامًا بين سيارتين متنافستين.  

## استقبال
تلقت اللعبة مراجعات "إيجابية" على جميع الأنظمة الأساسية وفقًا لمجمع مراجعة ألعاب الفيديو ميتاكريتيك .   

## روابط خارجية
- Burnout at MobyGames

قالب:Burnout